# Błędów (Dąbrowa Górnicza)
Błędów – wschodnia dzielnica Dąbrowy Górniczej, oddalona ok. 21 km od centrum miasta. Powierzchnia: 1891 ha, liczba mieszkańców wynosiła w 2004 roku 1742.

## Historia dzielnicy
W średniowieczu wieś w parafii Sławków, należąca do biskupów krakowskich (klucz sławkowski), w 1220 podarowana przez biskupa Iwona Odrowąża klasztorowi Świętego Ducha w Prądniku Białym pod Krakowem. W związku z przeniesieniem klasztoru do Krakowa w 1244 Błędów ponownie stał się własnością biskupią w kluczu sławkowskim, w parafii Chechło.
W XVI wieku do biskupów krakowskich należało w Błędowie 6 łanów, które zsekularyzowane zostały w XVIII wieku wraz z całym kluczem sławkowskim. Na początku XIX wieku Błędów istniał jako trzy wsie tj. Błędów, Kuźnica Błędowska oraz Górki z Zagórczem. Od 1867 w powiecie będzińskim, w gminie Łosień. Słownik geograficzny Królestwa Polskiego podawał w roku 1880: Błędów (...) w[ie]ś rządowa, nad rz. Białą Przemszą, pow. będziński, gm. Łosień, par[afia]. Niegowonice, na lewo od drogi bitej z Dąbrowy górniczej do Olkusza. W roku 1827 wieś liczyła 27 domów i 193 mieszkańców, a w 1880 roku 49 domów i 314 mieszkańców, dysponujących 366 morgami ziemi.
W latach 1954–1961 wieś należała i była siedzibą władz gromady Błędów, po jej zniesieniu w gromadzie Okradzionów. 
Od 1977 dzielnica Dąbrowy Górniczej. Przepływa przez nią Biała Przemsza. Od wschodu i południa graniczy z Błędowskimi Lasami, które przechodzą w Pustynię Błędowską.
Przez Błędów przechodzi czerwony  „Szlak Szwajcarii Zagłębiowskiej” ze Sławkowa do Zawiercia przez Okradzionów i Chechło. Rozpoczyna się tu żółty  „Szlak Pustynny” do Ryczowa przez Klucze. W pobliżu przebiega również pomarańczowy „Transjurajski Szlak Konny” z Nielepic do Częstochowy.

## Komunikacja
Komunikacja autobusowa obsługiwana jest przez linię 606 Zarządu Transportu Metropolitalnego.

## Religia
Rzymskokatolicka Parafia Trójcy Przenajświętszej w Błędowie przynależy do dekanatu łazowskiego diecezji sosnowieckiej. Posiada kościół parafialny oraz kaplicę pw. Matki Bożej Bolesnej.

## Sport
W dzielnicy Błędów działa klub piłkarski LKS Tęcza Błędów.